# Les Trois Formules du professeur Satō
Les Trois Formules du professeur Satō est la huitième aventure, en deux tomes, de la série de bande dessinée Blake et Mortimer, scénarisée par Edgar P. Jacobs et dessinée par Jacobs pour le premier tome et par Bob de Moor pour le second. Composée des onzième et douzième albums de la série, c'est la dernière aventure créée par Edgar P. Jacobs.
Edgar P. Jacobs écrit le scénario de sa nouvelle aventure et en dessine la première partie qui est publiée de son vivant, d'abord en planches hebdomadaires dans Le Journal de Tintin du 5 octobre 1971 au 30 mai 1972, puis en album en août 1977 aux Éditions du Lombard. Mais ensuite, bien qu'ayant terminé le scénario, il abandonne le dessin par manque de motivation et à cause de problèmes de santé, et meurt le 20 février 1987 en laissant son œuvre inachevée. L'éditeur confie alors à Bob de Moor la réalisation de la seconde partie à partir du scénario et des crayonnés laissés par Jacobs. Elle est publiée en feuilleton du 30 janvier au 5 juin 1990 dans Hello Bédé, et en album en mars 1990 aux Éditions Blake et Mortimer. Les lecteurs auront dû attendre 18 ans pour connaitre l'épilogue de l'aventure. L'histoire a été traduite dans une demi-douzaine de langues, et a été adaptée en dessin animé.
La bande dessinée raconte l'aventure du professeur Philip Mortimer, alors au Japon, qui est appelé à l'aide par son ami le professeur Satō, un spécialiste en cybernétique et en robots. Il se retrouve au cœur d'une histoire de vol de technologie, dans laquelle est impliqué son vieil ennemi le colonel Olrik. Il fait alors appel à son ami le capitaine Francis Blake du MI5 pour lui prêter main-forte.

## Résumé

### Tome 1:Mortimer à Tokyo

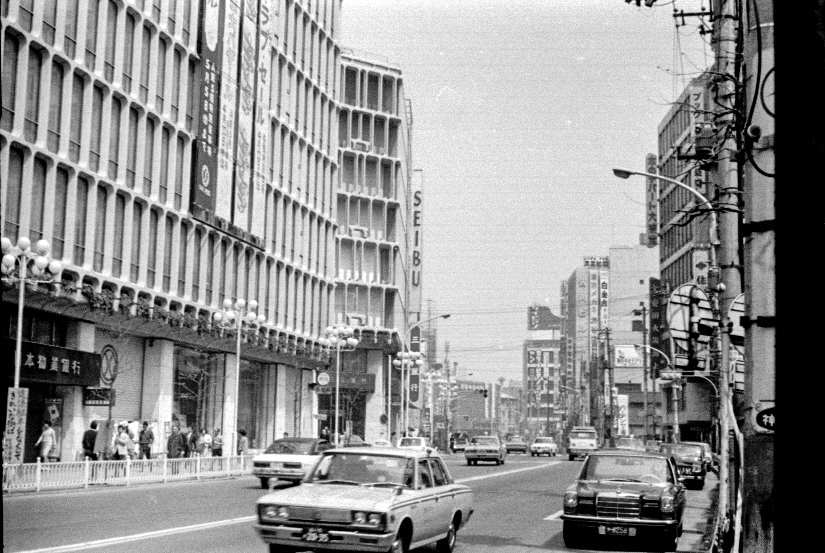
Tokyo en 1970.

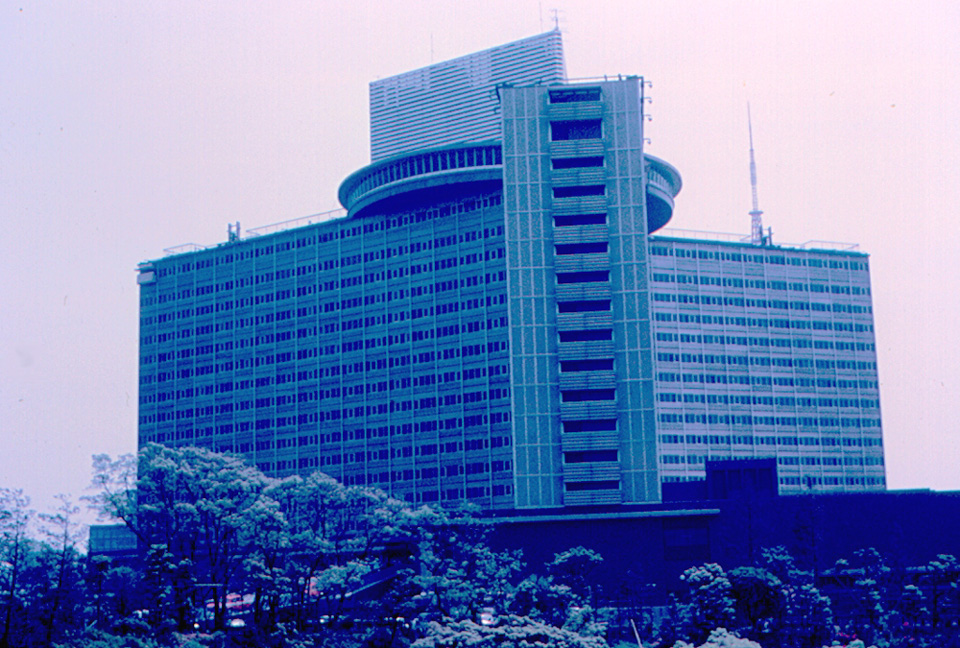
L'hôtel New Otani en 1967.

À l'aéroport international de Tōkyō-Haneda, un « spot » apparait sur les écrans radar des contrôleurs aériens. Cet objet volant non identifié (UFO) menaçant le trafic aérien, deux avions de chasse F-104J Starfighter de la surveillance aérienne décollent pour l'intercepter. Ils se retrouvent alors face à un gigantesque Ryū, le dragon légendaire japonais, et l'un des pilotes a juste le temps d'en informer sa base avant que les deux appareils soient détruits. Alors que la nouvelle se répand dans tout le Japon, le professeur Akira Satō, spécialiste de la cybernétique et des robots, s'interroge sur les dérèglements qui ont animé sa créature volante. Avant de révéler son implication dans cet incident, il décide, contre l'avis de son assistant Kim, de consulter son ami le professeur Philip Mortimer, actuellement au Japon. Mais ses intentions sont immédiatement rapportées à un mystérieux sous-marin où se trouve nul autre que le colonel Olrik.
Le soir même, en sortant d'un spectacle de kabuki au théâtre Minami-za à Kyōto, Mortimer est agressé par un groupe d'individus armés qui l'emmène dans les coulisses à l'écart. Il parvient toutefois à leur échapper et à rejoindre son hôtel, où il reçoit le message du Pr Satō lui demandant de venir de toute urgence à Tōkyō. Aucun train Hikari ne partant avant le lendemain, Mortimer accepte la proposition d'un dirigeant du Mainichi Daily News de profiter de son avion d'affaires Piper pour rejoindre la capitale. Mais en embarquant, Mortimer reconnait sur le tarmac un des hommes qui l'a agressé au théâtre, ce qui l'amène à se méfier des occupants de l'avion et à feindre de perdre connaissance après avoir s'être débarrassé discrètement de son saké. Alors que les hommes s'apprêtent à le jeter par-dessus bord, le professeur les surprend en se défendant et une lutte s'engage, se terminant par le crash de l'avion. Seul survivant, Mortimer ayant sauté dans la mer parvient finalement à rejoindre Tokyo par la ligne de bus Kobe-Nagoya puis par le train Shinkansen.
Arrivé à l'hôtel New Ōtani, Mortimer est accueilli par Kim, l'assistant du Pr Satō, qui l'emmène à la villa de son maître surplombant la baie de Sagami près de Miura. Satō annonce à Mortimer qu'il a réussi à créer des androïdes autonomes volants, tels que Samuraï, son robot serviteur, le Ryū détruit à l'aéroport et Ozu, un sosie du cybernéticien. Il lui explique également douter que le dragon se soit échappé accidentellement de son laboratoire et soupçonne son assistant Kim. Par sécurité, il donne à Mortimer procuration pour accéder aux trois banques où il a mis à l'abri le résultat de ses recherches : les Trois formules. De son côté, Mortimer lui conseille de faire appel à son ami le capitaine Francis Blake du MI5 qui se trouve à Hong Kong. Mais Kim, qui a espionné toute leur conversation, en rend compte à Olrik qui décide d'intervenir immédiatement.
Le lendemain, après avoir appris par télégramme que Blake est occupé à Hong-Kong encore pour cinq jours, le Pr Satō presse au téléphone Mortimer de revenir le voir dans sa villa. Cependant, une fois arrivé, Mortimer est immobilisé par Satō, qui s'avère être Ozu son double robotique, puis est neutralisé par le robot Samuraï commandé par Kim et Olrik. Celui-ci presse Kim de construire un double robotique de Mortimer en quelques jours au lieu de semaines. Trois jours plus tard, l'assistant Kim parvient à créer un androïde à l'image de Mortimer pour aller récupérer les Trois formules de Satō dans chaque banque. Olrik explique à Mortimer qu'il fait partie désormais du « Groupe Scorpio » qui cherche à s'approprier les recherches du Pr Satō. L'opération fonctionne pour la première banque mais dès la deuxième le robot surchauffe anormalement puis subit une grave défaillance au moment d'entrer dans la troisième. Olrik doit attendre que Kim le répare et apprend que Blake va arriver un jour plus tôt que prévu, compliquant ses plans.

### Tome 2:Mortimer contre Mortimer
Le capitaine Blake est enfin arrivé à Tōkyō, et commence à se poser des questions sur la disparition soudaine de Mortimer. Rapidement, il découvre que sa suite d'hôtel est truffée de micros et, cherchant à prévenir la police, il tombe nez à nez avec ses surveillants qui prennent la fuite. Obligé de les suivre jusqu'à leur voiture, il parvient à leur échapper grâce à son audace. Intrigué par toute cette affaire, il prévient le commissaire Hasumi, de la police tokyoïte, et son ami le colonel Mitsu, des services secrets japonais. À la villa, le Pr Satō surprend son assistant en train de créer un second androïde à l'image de Mortimer qui doit aller tuer Blake tandis que le premier est réparé afin de récupérer la dernière formule le lendemain matin. Reprenant partiellement le contrôle de son laboratoire, il aide Mortimer avec le robot Samuraï à s'échapper et ce dernier fonce vers la capitale japonaise pour sauver son ami. À son hôtel, Blake se fait attaquer par le double robotique de Mortimer qui prend rapidement le dessus. Mais au moment où il s'apprête à lancer le capitaine inanimé du haut de l'hôtel, Mortimer déboule et le stoppe. Une lutte s'engage entre les deux Mortimer, et au moment où le robot décolle dans les airs, ils sont tous les deux frappés par la foudre, l'androïde est anéanti.
Le lendemain, Mortimer se réveille à l'hôpital et raconte toute l'histoire à son docteur. Voyant que ce dernier le croit délirer, il l'assomme et vole une ambulance pour rejoindre le plus vite possible la villa de Satō et empêcher Olrik de s'échapper avec les trois formules. Au QG de la police, Blake et le colonel Mitsu, auxquels viennent d'être rapportées les paroles de Mortimer, commencent à comprendre toute l'affaire. Le colonel lance une alerte générale pour prendre d'assaut la villa de Satō, qu'il rejoint avec Blake par hélicoptère. À la villa, Mortimer arrive juste avant qu'Olrik ne parte mais il ne parvient pas à l'arrêter, pris à partie par son double robotique. Alors que la police arrive à son tour, Kim lâche sur les policiers un flot d'androïdes inachevés pour les distraire le temps qu'Olrik, Sharkey et lui-même rejoignent l'embarcadère en contrebas. Mais Blake et Mitsu les ont devancés, coupant leur retraite. Olrik menaçant de faire sauter la villa que Sharkey a minée, avec Mortimer et Satō à l'intérieur, les deux agents n'ont d'autre choix que de les laisser s'échapper avec leur hélicoptère. À l'intérieur de la villa, Mortimer et Satō se réfugient à l'intérieur du robot Samuraï, ce qui leur permet de survivre à l'explosion déclenchée par Olrik et de retrouver Blake et Mitsu à l'extérieur. Satō lance un dernier ordre à son fidèle robot : détruire l'hélicoptère, tel un vrai kamikaze. Le Samuraï rattrape l'hélicoptère et le détruit avec ses occupants à bord, tout comme le sous-marin qui les attendait. La mallette contenant les Trois formules du professeur Satō est récupérée parmi les débris et les quatre amis fêtent leur victoire.

## Lieux et personnages

### Personnages
Les Trois Formules du professeur Satō met en scène les trois personnages principaux de la série : les deux héros, le capitaine Francis Blake et le professeur Philip Mortimer, et le principal antagoniste, le colonel Olrik. Il ne met en scène qu'un seul autre personnage récurrent de la série : Sharkey, le lieutenant d'Olrik.
- Professeur Philip Mortimer : physicien britannique, ami du capitaine Blake et du Pr Satō
- Capitaine Francis Blake : chef du MI5, les services secrets britanniques
- Colonel Olrik : criminel, chef des services opérationnels du « Groupe Scorpio »
- Koni : contrôleur aérien à l'aéroport international de Tōkyō-Haneda
- Niki : contrôleur aérien à l'aéroport international de Tōkyō-Haneda
- Professeur Akira Satō : cybernéticien, directeur de l'Institute of Space and Astronautical Science
- Kim : assistant du Pr Satō. Il est d'origine coréenne, comme le montre son nom (il est aussi appelé le Coréen à plusieurs reprises, notamment par Olrik planche 9). En effet, ce patronyme est le plus répandu en Corée, étant avec Soo porté par plus de la moitié de la population. Cela pourrait expliquer en partie sa trahison auprès du professeur Satō, important scientifique japonais. En effet, lors de la publication de l'histoire, la Corée est sortie depuis peu du joug du Japon qui l'avait envahie et qui fut responsable de nombreuses persécutions sur les habitants. Sa trahison pourrait être pour lui un moyen de venger son pays[1].
- Mitsugoro : acteur de kabuki
- Tetsuro Tomihiro : responsable des relations publiques du Mainichi Daily News
- Mr Kamamura : directeur commercial du Mainichi Daily News
- Jun : pilote d'avion
- Nika : malfrat nippon
- Sharkey : malfrat américain, lieutenant d'Olrik
- Concierge de l'hôtel New Ōtani
- Commissaire Hasumi, de la police métropolitaine de Tokyo
- Colonel Mitsu, du Koan Chosa Kyoku (KCK), les services secrets japonais
- Docteur Shinohara : médecin de l'hôpital

### Lieux
L'aventure se déroule entièrement au Japon, plus précisément à Tokyo et près de Miura, dans la péninsule de Miura, au sud de la capitale.
- Tōkyō
  - Aéroport international de Tōkyō-Haneda
  - Hôtel New Ōtani
  - Quartiers de Ginza, Marunouchi (avenue Eitai-dōri) et Hongō
  - Arrondissement de Shinagawa
  - Tokyo Expressway (en)
  - Saiseikai Hospital
  - Siège de la Police métropolitaine de Tokyo

- Autoroute Tōmei-Kōsoku : autoroute reliant Tōkyō à la Péninsule de Miura

- Baie de Sagami
  - Umino Ie : résidence du Pr Satō près de Miura

- Kyōto
  - Théâtre de Minamiza
  - Aérodrome dans un club privé aux environs de Kamigamo

- Nagoya
  - Gare de Nagoya

| Aéroport de Haneda Hotel New Otani Ginza Marunouchi Hongō Shinagawa Hôpital Saiseikai Siège de la Police · métropolitaine |

Les localités suivantes sont également citées dans l'histoire : Ōtsu, Yokkaichi, Kawai, Miura, Jōga-shima, Shinbashi, Yokohama, Kawasaki.

Sélection de lieux vus dans l'album
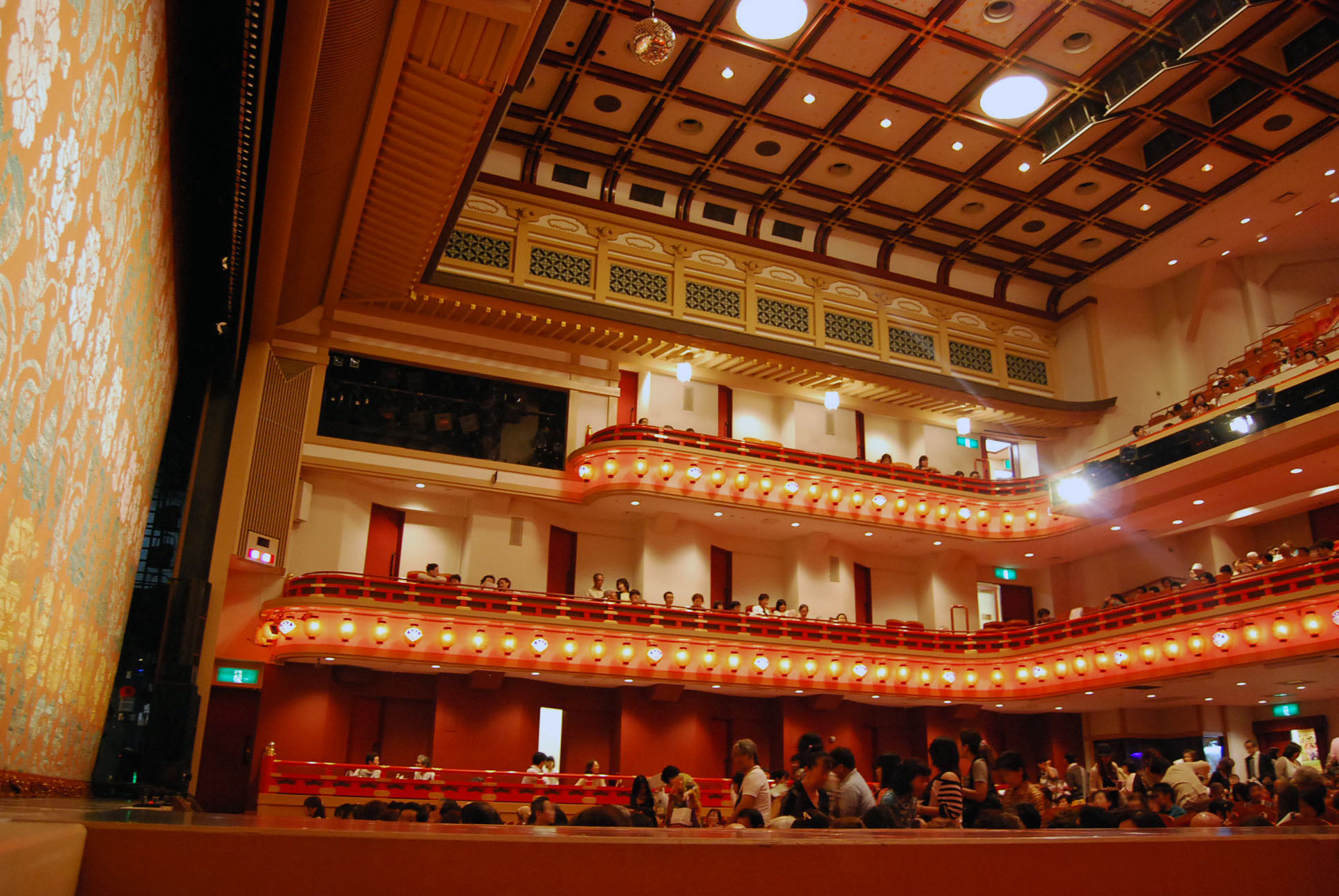
Théâtre de Minamiza à Kyōto
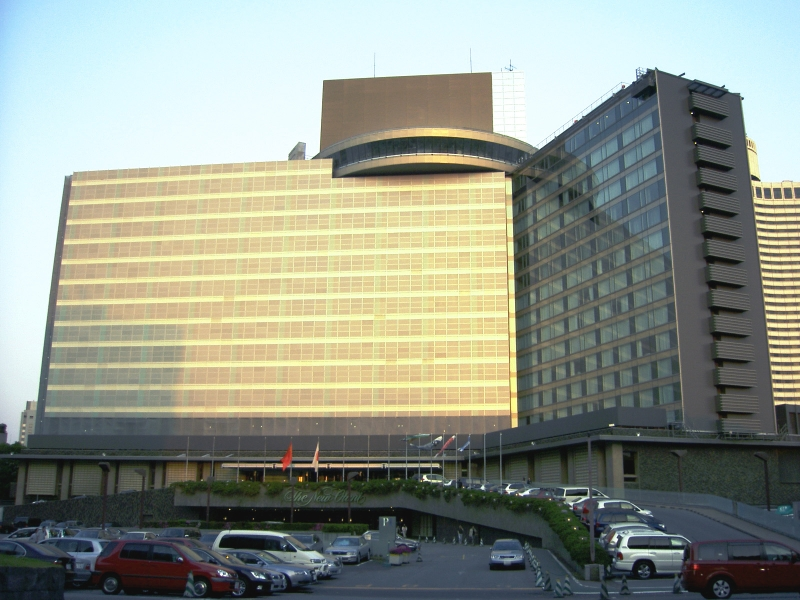
L'hôtel New Ōtani
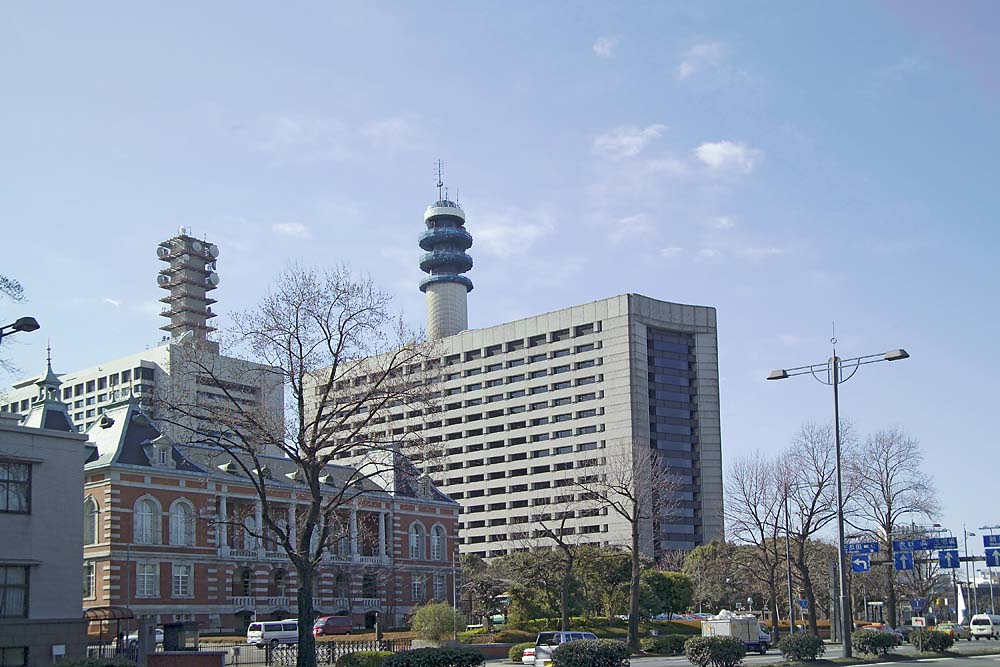
Siège du Département de la Police métropolitaine de Tokyo
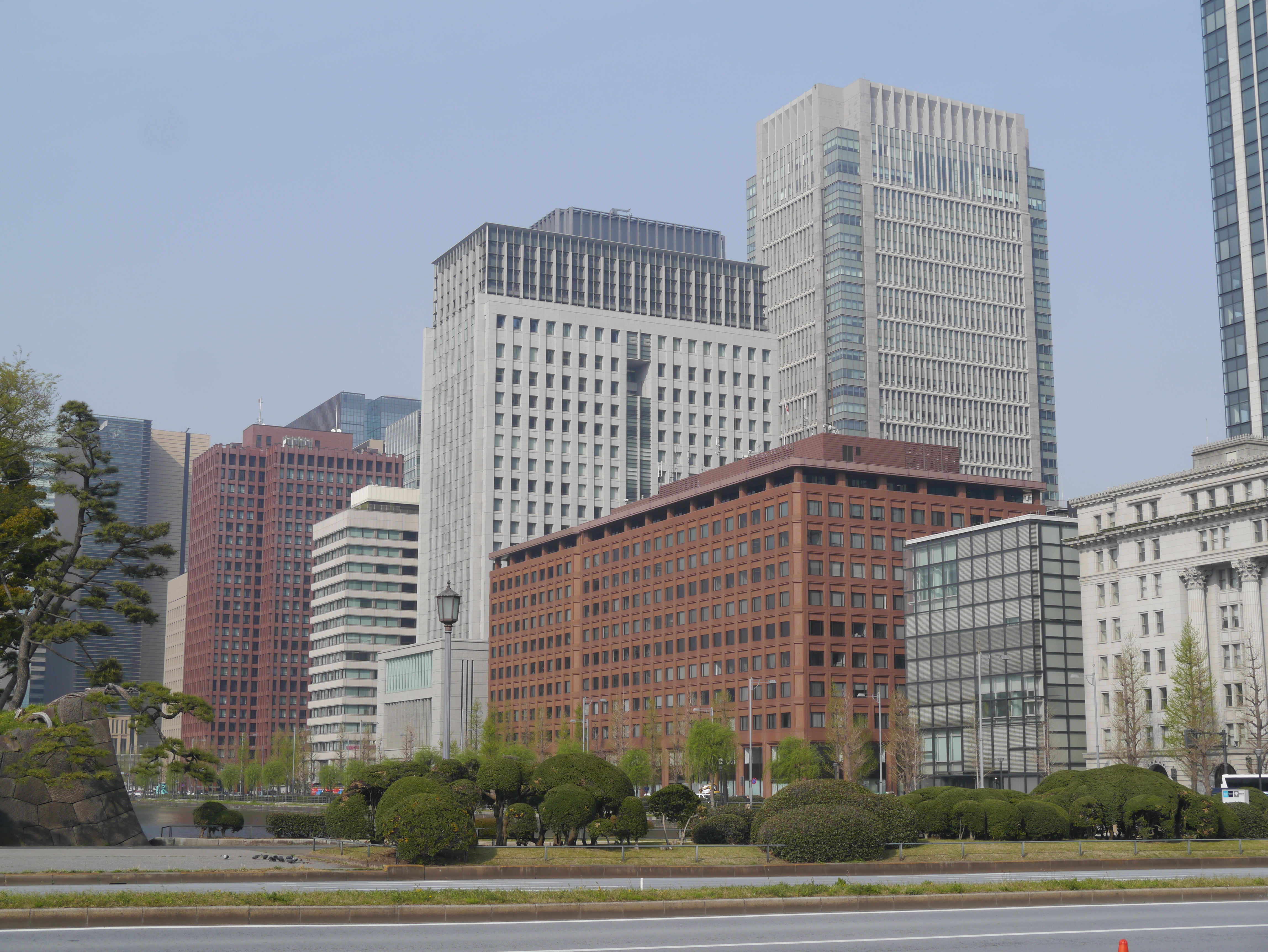
Le quartier d'affaires de Marunouchi
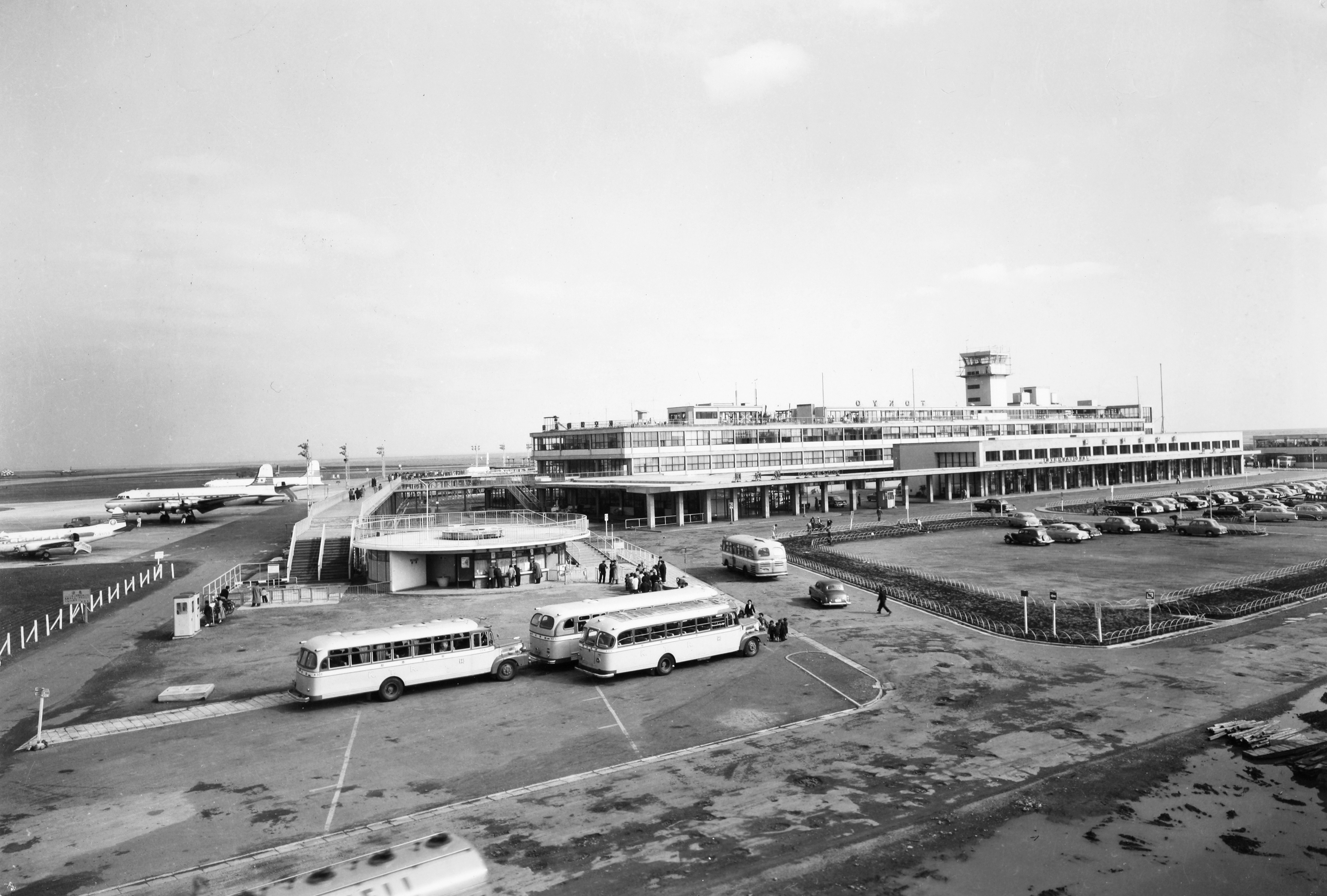
L'aéroport de Haneda
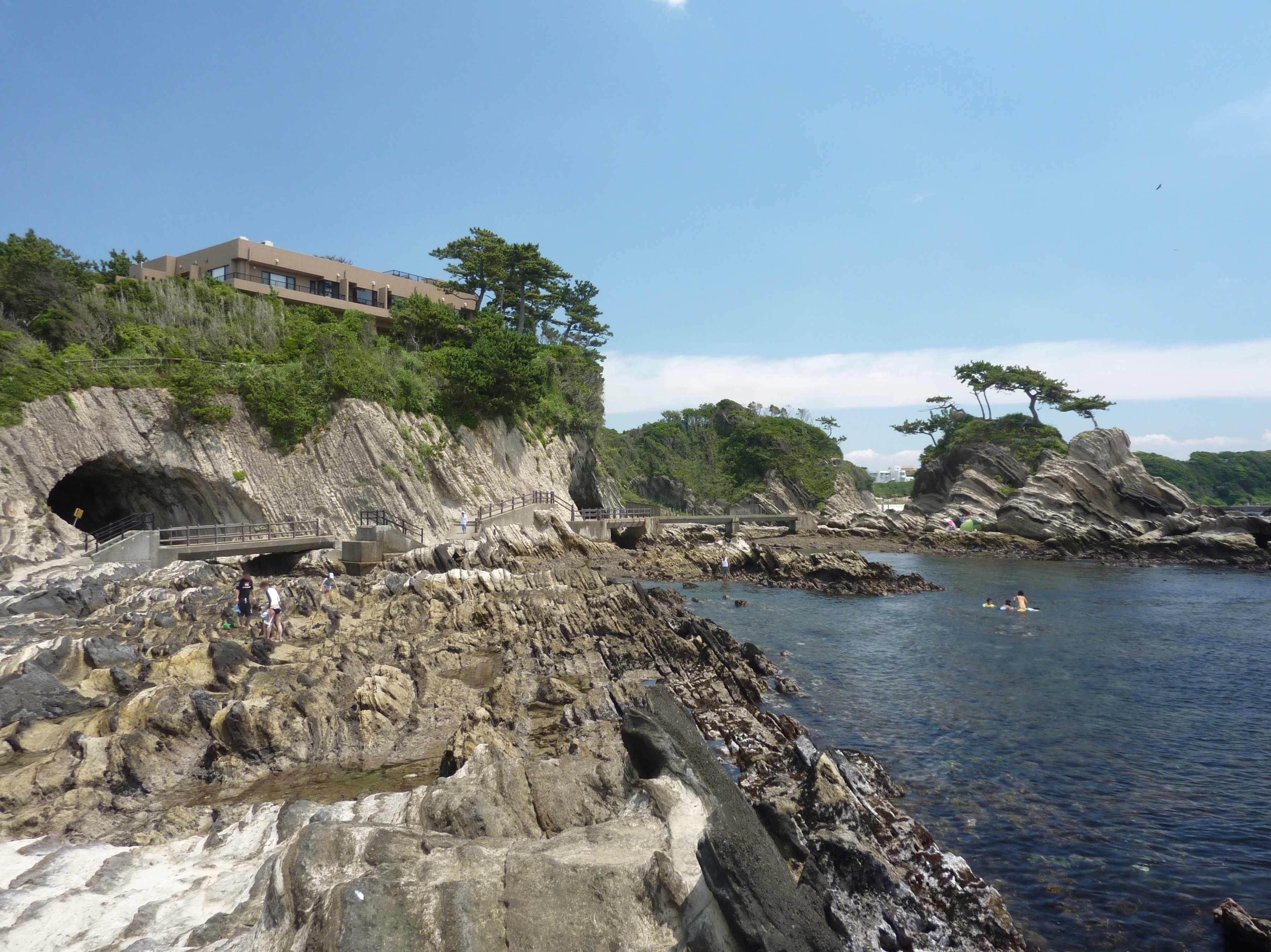
Paysages de la péninsule de Miura

## Historique
À la fin des années 1960, conscient de la déception de certains lecteurs qui reprochaient à l'album précédent, L'Affaire du collier (1967), de manquer de fantasmagorie, Edgar P. Jacobs écrit une histoire de science-fiction ayant pour cadre le Japon : Les Trois Formules du professeur Satō.

« Je désirais me dépayser, changer radicalement de décor, et comme j'ai toujours porté un vif intérêt à la culture et à l'art japonais, je souhaitais trouver dans cet univers, à la fois traditionaliste et moderniste, une ambiance particulièrement propice à une histoire de science-fiction. Mais j'ignorais dans quel guêpier j'allais me fourvoyer ! »

— Edgar P. Jacobs
Il dessine le premier tome qui est publié de 1971 à 1972 dans Le Journal de Tintin puis en 1977 en album. Par la suite, il interrompt son travail sur Sato car la direction lui propose une réédition du rayon U, qui lui demande un an de labeur. Après une opération de la hanche en 1975 il est prêt à reprendre Sato, le scénario et le découpage sont terminés mais il ne finira jamais le second tome, ayant perdu l'envie de dessiner pour plusieurs raisons : l'arrivée d'une nouvelle génération d'auteurs, la disparition de ses amis Jacques Van Melkebeke et Hergé, puis celle de sa seconde épouse Jeanne en 1977. De plus, il connaît des problèmes avec les impôts et des soucis de santé (une arthrose des doigts). Gallimard publie en 1982 son autobiographie, Un opéra de papier, écrite par le journaliste Ledebel. Il meurt, seul, le 20 février 1987, en laissant son œuvre inachevée.
Dans un reportage, Didier Pasamonik rapporte une conversation qu'il avait eue en décembre 1981 avec Edgar P. Jacobs à propos du temps qu'il prenait pour réaliser le second tome.

« La conversation roula sur son dernier album, Les Trois Formules du professeur Sato, dont le titre du deuxième volet annonçait un programme alléchant : Mortimer contre Mortimer. Cela faisait maintenant neuf ans que l'on attendait la suite. Arriverait-elle un jour ? La réponse fut dilatoire. On sentait que le vieil homme n'en pouvait plus de répondre à cet interrogatoire autrement que par cette évidence informulée : « Est-ce qu'à partir d'un certain âge, chacun n'aspire-t-il [sic] pas au repos et à la paix ? » Nous eûmes la pudeur de ne pas insister. Puis vint cette question inopinée : « Avez-vous vu Star Wars ? » Là, le vieillard eut un instant d'enthousiasme : « Quel film formidable, n'est-ce pas ! Et ces effets spéciaux, c'est incroyable ! » Ces compliments se conclurent soudain par ce glacial aveu : « Vous comprenez, moi, à côté de cela, je fais de la science-fiction de papa. » »

Deux ans après la mort de Jacobs, le 15 janvier 1989, les Éditions Blake et Mortimer signent un contrat confiant à Bob de Moor la réalisation du second tome à partir du scénario et des crayonnés laissés par Jacobs. Ce contrat stipule que l'ensemble des planches devront être terminées le 31 décembre 1989, sous peine d'une astreinte de 2 000 francs belges par jour de retard. Initialement, le second tome devait être présenté fin janvier 1990 au festival d'Angoulême, mais en décembre 1989 seules 25 planches sont réalisées. Bob de Moor, ayant obtenu un sursis, prend alors Geert De Sutter pour s'occuper des décors mais, pressé par le temps, ne peut fignoler le résultat. Mortimer contre Mortimer est publié au mois d'avril 1990 en feuilleton et en album, soit 18 ans après la publication de la première partie,.

## Analyse
Contrairement aux autres albums écrits précédemment par Jacobs, dans celui-ci les cartouches sont moins descriptifs et plus concis, les bulles plus courtes. La priorité est donc donnée au dessin par rapport au texte. Chaque album ne compte que 48 planches au lieu des 64 que comptent les albums précédents.

## Documentation sur le Japon

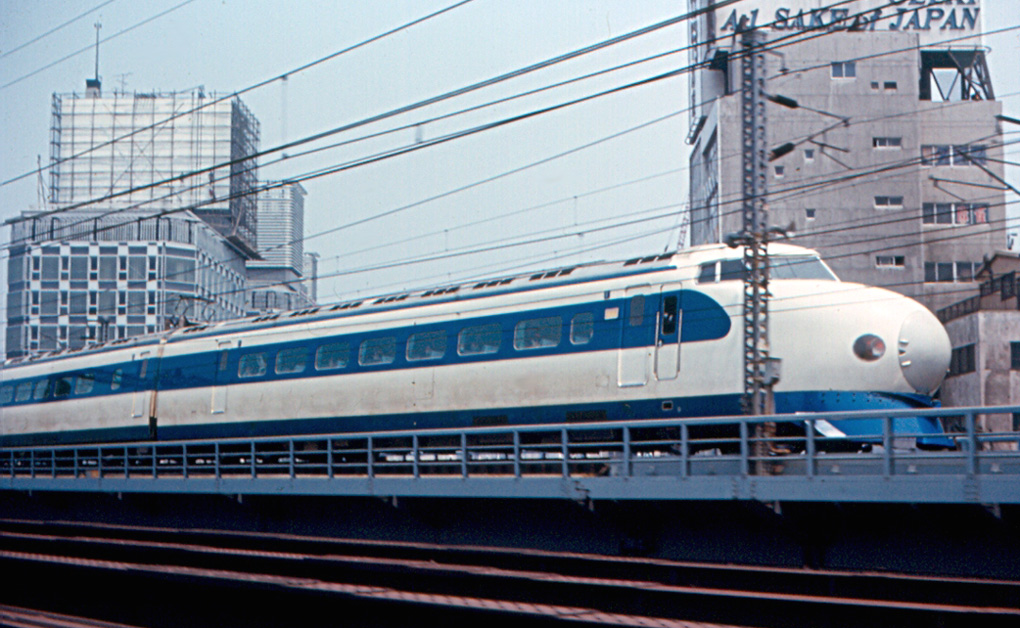
Le Shinkansen série 0, en service à partir de 1964, et au moment de l'écriture de l'album.

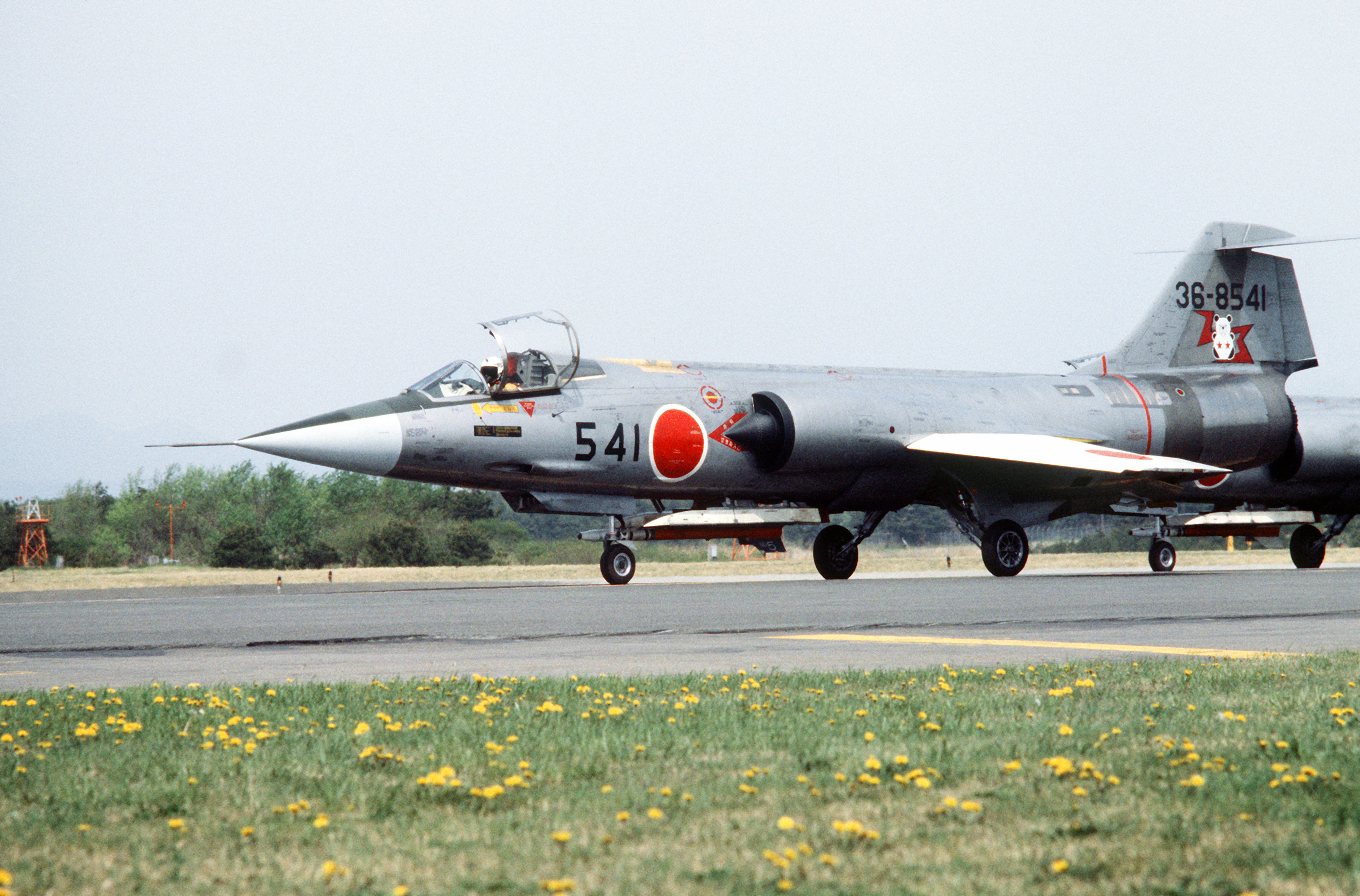
Un F-104J de l'armée japonaise.

### Une documentation difficile d'accès
Comme pour chaque aventure, Edgar P. Jacobs s'est abondamment documenté sur tous les sujets concernant son histoire, en particulier le Japon. Si actuellement, il est très aisé de se renseigner sur ce pays, tant la documentation accessible abonde, ce n'était pas le cas dans les années 1970. Malgré cela, l'auteur réunit tout ce qu'il avait à portée de main, que ce soit sur l'histoire, les arts, la religion, les coutumes, la vie quotidienne... Sa recherche acharnée du réalisme le conduit jusqu'à passer trois semaines à chercher à quoi ressemblent les poubelles japonaises. En effet, celles-ci devaient servir lors d'une séquence de l'affrontement suivant le spectacle de kabuki, à Kyōto. Cet événement amusa beaucoup ses collègues de travail, d'autant plus qu'il découvrit que finalement, ces fameuses poubelles sont semblables aux américaines. Cette anecdote démontre le professionnalisme du dessinateur,.
Pour représenter l'aéroport de Tōkyō-Haneda, Jacobs s'adressa au directeur de la Japan Air Lines. Cette tâche se révéla compliquée, mais, après un mois d'attente, il reçut de la compagnie une documentation complète de l’aéroport, avec pour seule restriction : « Pas d'accident avec les avions de la Jal. ».

### Le professeur Satō et sa demeure
En dépit du manque d'information dont il disposait, il bénéficia d'un heureux hasard, venant de son collaborateur de longue date : Jacques Van Melkebeke (l'ami Jacques dont il parle dans ses mémoires). Sa fille Chantal était mariée à un Japonais, Shigehiko Hasumi. Professeur de langue et de littérature françaises à Tōda (abréviation de Tōkyō daigaku, c'est-à-dire, Université de Tokyo), il lui fournit beaucoup de précieux renseignements pour son histoire,.
Jacobs, dans sa représentation des Japonais (que ce soit dans le dessin ou dans le caractère des personnages), voulait éviter de tomber dans la caricature, ce qu'il déclarait comme très difficile. La création du personnage du professeur Akira Satō l'était particulièrement, puisque c'était celui qui était le plus poussé. Il devait incarner la synthèse du Japon moderne et de l'ancien. Le jour, c'est un éminent scientifique en blouse blanche, directeur d'un important institut de recherche, qui œuvre dans les techniques de pointe pour l'avenir de son pays. Le soir, chez lui, il perpétue les traditions japonaises dans la tranquillité, loin de la métropole agitée, à une heure de route de celle-ci. Pour le représenter physiquement, Jacobs réalisa plusieurs croquis infructueux, sur lesquels il n'arrivait pas à représenter correctement certaines caractéristiques du visage, notamment les paupières tombantes (typique des Japonais, selon le bédéiste). Il se résolut donc à le modeler sous forme de buste, chose qu'il n'avait jamais faite auparavant. Cela lui permit enfin de créer ce personnage idéal qu'il recherchait. Satō semble être un fervent bouddhiste, comme l'attestent ses paroles. Elles démontrent aussi l'importance qu'il accorde à son sens de l'honneur et sa forte modestie, au point qu'il considère ses géniales créations comme n'ayant rien d'extraordinaire. Si ces traits de personnalité peuvent paraître désuets actuellement, ils sont rendus crédibles chez le professeur, dans le fait qu'il devait être né au début du XXe siècle, à une époque où ils étaient plus courants,.

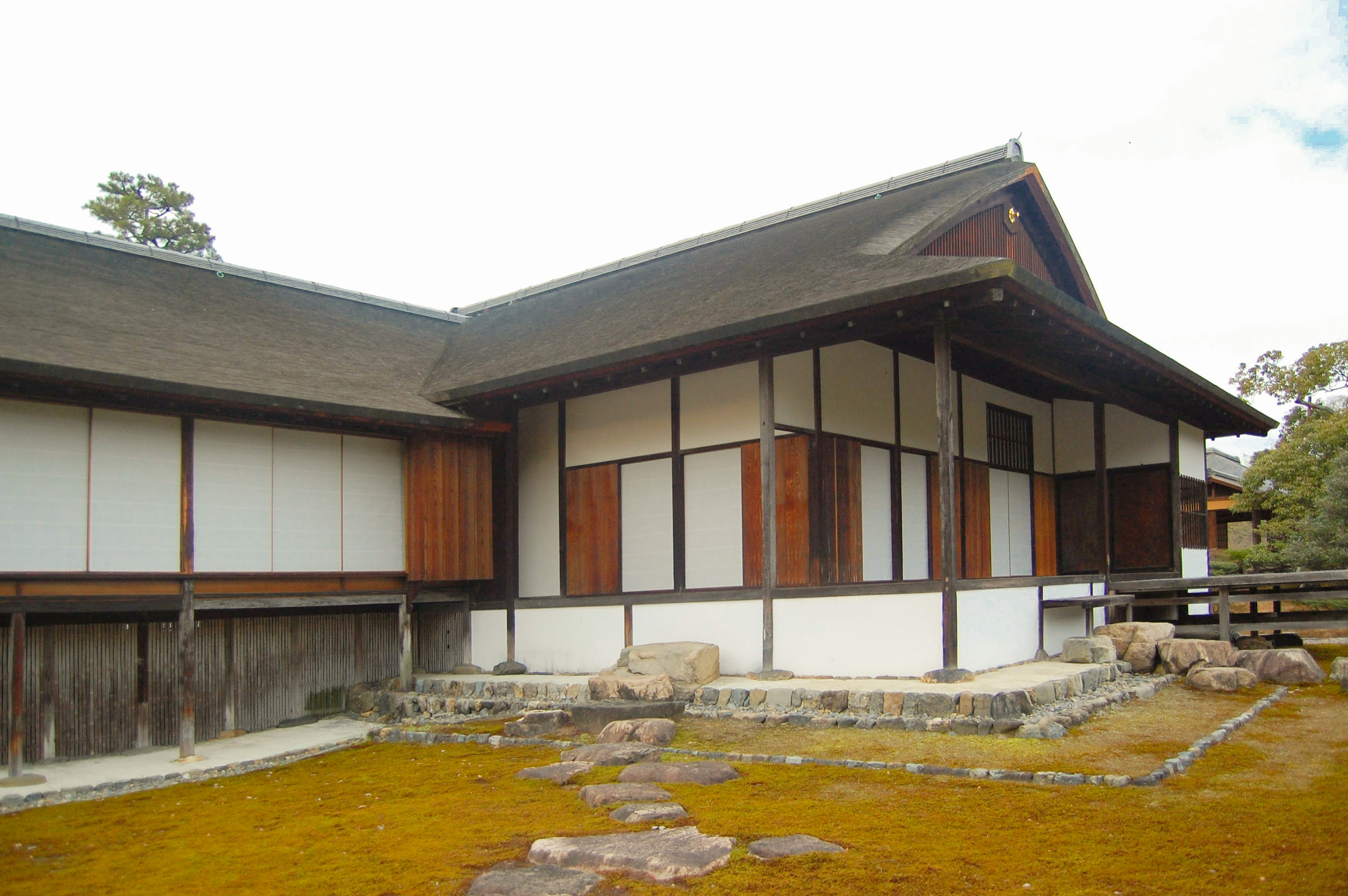
Bâtiment principal (shoin) de la Villa impériale de Katsura.

Ce côté traditionaliste se retrouve dans sa villa, Umino Ie (la maison du bord de la mer). Afin de la dessiner, le bédéiste s'est inspiré de plusieurs maisons existantes, comme la maison Yoshimura et la villa impériale de Katsura de Kyoto, datant toutes deux du XVIIe siècle (époque d'Edo) et de style Shoin-zukuri. Pour s'y retrouver dans les déplacements de ses personnages, il en a dessiné un plan détaillé et complet. On voit dans la représentation de la demeure différents éléments de la culture japonaise traditionnelle, notamment ce qui relève du Zen. Le jardin reprend le principe des jardins japonais, devant évoquer les terres pures du paradis bouddhiste et inciter au repos et à la méditation. Le mur qui l'entoure, bas pour éviter une coupure panoramique entre la maison et le jardin, sert à séparer symboliquement l'antre de son habitant de l'extérieur. Ainsi, Satō tient à ce que les voitures restent en dehors du jardin, garées juste à l'entrée, à côté du pavillon de Kim. Dans ce jardin, on remarque des éléments typiques : lanterne en pierre, pas japonais (chemins de pierres plates, permettant de franchir le jardin sans se salir), torii...
Chez lui, après s'être détendu dans son furo (type de bain japonais), le professeur se vêt de son yukata noir (sûrement réalisé selon la technique de teinture du tsutsugaki (en)). Les motifs figurant dessus sont des mon, insignes héraldiques, équivalents de nos blasons européens. Cela laisse à supposer que le professeur est issu de la noblesse japonaise (abolie dans les années 1940). La maison est légèrement surélevée par rapport au sol, avec un étage sous les toits. L'intérieur est séparé de l'extérieur par des shōji, des parois de papier de riz. Dedans, le visiteur doit se déchausser avant d'entrer dans le genkan et de fouler les sols couverts de tatamis. On y trouve un tokonoma, alcôve d'honneur au sein de laquelle est accroché un kakemono, juste à côté d'un ikebana. Comme on le voit lorsque son sosie androïde Ozu est utilisé pour tendre un piège à Mortimer, Akira Satō aime s'y retrouver pour méditer, allumant un encensoir à côté de lui. Il est à noter qu'Ozu récite des vers de Li T'ai Po, poète chinois du VIIIe siècle. Cette niche, symbole traditionnel japonais, cache l'accès à un ascenseur menant, non pas à l'antre de Fu Manchu (comme le croit Mortimer), mais au laboratoire du professeur.
Jacobs a aussi beaucoup travaillé à la représentation de son laboratoire, pour lequel il a réalisé bon nombre de plans, maquettes et épures. Rien que pour le fameux robot Samuraï, il esquissa 50 projets. Il opta finalement pour une allure épurée, comme d'autres de ses créations (telles que le Chronoscaphe), le coiffant d'un casque de samouraï stylisé. Mais finalement, son aspect est plutôt humoristique par rapport à ce qu'il réalise d'habitude, avec ses gros yeux ronds, étant très japonais, ayant un côté un peu kawaii.

## Vocabulaire japonais
Pour réaliser son aventure, l'auteur a couramment employé des mots ou expressions japonais, essentiellement lors des dialogues entre Nippons. En voici des exemples et leur traduction :

## Publications

### En français
La première partie des Trois Formules du professeur Satō est publiée dans l'hebdomadaire belge Le Journal de Tintin du 5 octobre 1971 (no 40/71) au 30 mai 1972 (no 22/72),. Elle est ensuite publiée en album en août 1977 par les Éditions du Lombard. Par la suite, l'album est réédité et réimprimé près d'une demi-douzaine de fois entre 1977 et 1982 aux Éditions du Lombard en Belgique et aux éditions Dargaud en France.
La seconde partie est publiée du 30 janvier au 5 juin 1990 dans Hello Bédé.
En mars 1990, les Éditions Blake et Mortimer rééditent le premier album avec des couleurs et un lettrage nouveaux, et publient pour la première fois en album la seconde partie. Depuis, les deux tomes ont été réédités et réimprimés près d'une dizaine de fois,.
En novembre 2015, les éditions Blake et Mortimer regroupent l’intégrale des deux tomes des 3 Formules du Professeur Satō, accompagnée en préface d’un dossier sur la création de l’histoire.

### Traductions
L'aventure a été traduite dans plusieurs langues.
- Allemand : Die drei Formeln des Professor Sato, publié aux éditions Carlsen Comics[15] ;
- Anglais : Professor Sato's Three Formulae, publié aux éditions Cinebook[16] ;
- Danois : Professor Satos 3 formler, publié aux éditions Carlsen Comics[17] ;
- Espagnol : Las 3 Fórmulas del Profesor Sato, publié aux éditions Norma Editorial[18] ;
- Italien : Le 3 Formule del Professor Sato, publié aux éditions Alessandro Editore[19] ;
- Néerlandais : De 3 formules van prof. Sato (Le Signe jaune), publié aux éditions Blake et Mortimer[20] ;
- Portugais : As Três Fórmulas do Professor Sato.

## Accueil et postérité

### Accueil du premier volume
Le premier volume vaut à Jacobs le prix Saint-Michel 1972 du meilleur dessinateur de science-fiction[réf. nécessaire].

### Accueil du second volume
La sortie du second volume est largement couverte par la presse. Les Cahiers de la BD dénoncent une opération mercantile de faible valeur artistique,.

### Évaluations ultérieures
Sur SensCritique, le tome 1 est noté 7,0/10 et le tome 2 est noté 6,9 sur une base d'environ 1 400 votes d'internautes,. Sur Babelio, les deux albums obtiennent une note moyenne de 3,6/5 basée sur environ 150 notes,.

## Adaptation
En 1997, l'aventure est adaptée en dessin animé par Éric Rondeaux comme épisode de la série d'animation Blake et Mortimer. L'épisode est diffusé le 7 septembre 1997 avec Michel Papineschi doublant le professeur Mortimer, Robert Guilmard le capitaine Blake et Mario Santini le colonel Olrik.